# Похилевич, Дмитрий Леонидович
Дмитрий Леонидович Похилевич (укр. Дмитро Леонідович Похилевич; 1897—1974) — русский и украинский учёный-историк, профессор, доктор исторических наук (1951). Заслуженный деятель науки Украинской ССР (1974).
Изучал аграрные отношения в Белоруссии, Литве и на Украине в XV—XVIII столетиях, а также социально-экономические вопросы периода феодализма и бывшей Российской империи и Польши. Автор многих трудов и монографий.

## Биография
Родился 22 сентября 1897 года в селе Водотыи Брусиловского уезда Киевской губернии (ныне — Брусиловский район, Житомирская область) в крестьянской семье. В 1918 году окончил Коростышевскую учительскую семинарию (ныне — Коростышевский педагогический колледж имени И. Я. Франко), в 1924 году — Киевский институт народного образования.
В течение 1921—1928 годы работал сельским учителем, работник в руководящих органах народного образования, преподаватель техникума на Киевщине. В 1929—1933 годах — аспирант при Всеукраинской Академии Наук в Киеве и Харькове, одновременно находился на административно-научной работе. С 1933 года назначен директором Харьковского научно-исследовательского института истории украинской культуры имени академика Дмитрия Багалия, в 1934 году уволен с этой должности и исключен из КП(б)у за «потерю большевистской бдительности в борьбе с националистическими элементами», из-за чего был отправлен в Вятский исправительно-трудовой лагерь на лесоразработки, где работал как рабочий и статистик.
Впоследствии преподавал в вузах РСФСР — в Арзамасском учительском институте (1935—1937), Свердловском (1940—1944) и Ярославском (1944—1945) педагогических институтах. Изучал аграрные отношения в Украине, Беларуси и в Литве в XV—XVIII веках, а также социально-экономические вопросы периода феодализма на территориях бывшей Российской империи и Польши. В 1938—1940 годах репрессирован по сфальсифицированному обвинению в «шпионаже в пользу Польши». В 1942 году защитил диссертацию на тему: «Аграрная реформа Сигизмунда Августа в исторической литературе» на получение ученой степени кандидата исторических наук.
С ноября 1945 года до конца жизни работал в Львовском университете как заведующий кафедрой истории средних веков (до 1949), доцент кафедры истории Древнего мира и средних веков (1949—1952), заведующий кафедрой истории южных и западных славян (1952—1973), профессор этой же кафедры (1973—1974). В 1951 году защитил диссертацию на тему: «Государственные крестьяне западных воеводств Великого Княжества Литовского в 16-18 вв.» на получение научной степени доктора исторических наук.
Умер 29 мая 1974 года во Львове.

## Труды
статьи
- Чорноморська фльота 1917 р. // Архів Радянської України. — 1932. — № 4-5. — С. 3-57.
- Армія на Україні від Лютого до Жовтня // Архів Радянської України. 1933. — № 7-8.
- От Торунского устава к «Уставе на волоки» // УЗ Ярославского ПДИ, 1945 г., т. 7. — C. 3—18.
- Реакционный характер аграрной реформы Сигизмунда-Августа // УЗ Ярославского ПДИ, 1945 г., т. 7,
- Селянський опір проти феодального наступу і зокрема аграрної реформи (волочної поміри) у великому кн. Литовському в 16 — 17 ст. // НЗ Львівського університету, 1946. — т. 1. — C. 49—84.
- Господарське село в західних волостях великого кн. Литовського після аграрної реформи Сигізмунда-Августа // Доповіді та повідомлення Львівського університету, 1947. — т. 1. — C. 24—26.
- Селянська громада в західних воєводствах великого кн. Литовського після аграрної реформи Сигізмунда-Августа // НЗ Львівського університету, 1948. — т. 10. — C. 108—130.
- Волока и наддавок в землеустройстве господарских крестьян при Сигизмунде-Августе // Доповіді та повідомлення Львівського університету, 1949 р., т. 2. — C. 65—69.
- Крестьяне Слонимщины в 16 — 18 вв. и их борьба против феодального угнетения // НЗ Львівського університету, 1949. — т. 17. — C. 129—168.
- Движение феодальной земельной ренты в Великом княжестве Литовском в XV—XVI вв. // Исторические записки. Т. 31. ― М., 1950. — C. 191—223.
- Землеустройство и поземельный кадастр в Белоруссии, Литве и на Украине в 16 — 17 вв. // Материалы по истории земледелия СССР, 1951 г., т. 1. — C. 322—410.
- Перевод крестьян Литвы с отработочной ренты на денежную ренту в 17 в. // Исторические записки, 1951 г., т. 37. — C. 144—168.
- Крестьяне-«огородники» в Великом княжестве Литовском в 16 — 17 вв // «Академику Б. Д. Грекову ко дню 70-летия», М., 1952. — C. 200—215.
- Перевод государственных крестьян Белоруссии и Литвы в с. 18 в. с денежной ренты на отработочную // Исторические записки, 1952. — т. 39. — C. 121—158.
- Землеустройство и поземельный кадастр в Белоруссии, Литве и Украине в ХVI-ХVII вв. // Материалы по истории земледелия СССР: Сборник 1. — М., 1952. — 630 с. — С. 322—410
- Изменение правового положения крестьян великого княжества Литовского в 16 в. // НЗ Львівського університету, 1953. — т. 25. — C. 147—176.
- Структурні зміни в помісті після визвольної війни українського і білоруського народів // Триста років возз’єднання України з Росією / ред. Лазоренко Є.К. — Львів, 1954. — C. 73—93.
- Из истории аграрных отношений в западных воеводствах Великого княжества Литовского в 16 — первой половине 18 вв. // Средние века, 1955. — т. 6. — C. 151—174.
- Крестьяне-слуги в Литве и западной Белоруссии в 16 — 17 вв. // НЗ Львівського університету, 1955. — т. 36. — С. 144—172.
- Белорусское казачество // НЗ Львівського університету, 1957. — т. 43. — C. 145—172.
- Ломка аграрных отношений на Холмщине в 16 в. // УЗ Института славяноведения АН СССР, 1961. — т. 22. — C. 225—264.
- «Капиталистические» зигзаги в истории феодального поместья // «Вопросы истории сельского хозяйства, крестьянства и революционного движения в России», М., и-во АН СССР, 1961. — C. 44 — 53.
- Крестьяне-слуги в Великом княжестве Литовском в 17 — 18 вв. // Средние века, 1962. — т. 21. — С. 141—169.
- Малоземельное и безземельное сельское население в Русском воеводстве Речи Посполитой в 16 в. // Ежегодник по аграрной истории Восточной Европы. 1961 г. — Рига, 1963. — C. 25-38.
- Плебейский люд (лёзные) в деревне Речи Посполитой // Ежегодник по аграрной истории Восточной Европы. 1962. — Минск, 1964. — C. 161—171.
- Королевские экономии Литвы и Белоруссии в 70-80-х гг. 18 в. // Ежегодник по аграрной истории Восточной Европы. 1962 г. — Вильнюс, Минтис, 1964. — C. 347—361.
- Поместье Белоруссии и Литвы во второй попловине 18 в. // Ежегодник по аграрной истории Восточной Европы. 1964 г. — Кишинёв, Картя молдовеняскэ, 1966. — C. 386—399.
- Лесничество Белоруссии и Литвы в 70 — 80-х гг. 18 в.: производство, население // Симпозиум по аграрной истории восточной Европы. ТД, (9-я сессия). — Таллин, 1966. — C. 176—179.
- Изменение характера крестьянской колонизации в Белоруссии и Литве после аграрной реформы 16 в. // «Симпозиум по аграрной истории восточной Европы. ТД», (10-я сессия), М., 1968 г., т. 1. — C. 7—10.
- Рабы и свободные в поместье 15 — 16 вв. в великом кн. Литовском // «Симпозиум по аграрной истории восточной Европы. ТД», (12-я сессия), Рига, 1970 г., с. 54 — 57; М., 1970 г., т. 1, с. 76 — 80.
- Служебное население в вотчинах (поместьях) великого княжества Литовского до первой половины 16 века // Симпозиум по аграрной истории восточной Европы. ТД, (13-я сессия). — М., 1971. — C. 44 — 46.
- Королевские леса Белоруссии и Литвы во 2 половине 18 в.: производство, население // Ежегодник по аграрной истории Восточной Европы. 1966. — Таллин, 1971. — C. 361—373.
- Бюджет крестьян Белоруси и Литвы в 16 в. // ИС, 1972. — № 1. C. 145—156.
- Право крестьян Белоруссии, Литвы и Украины на землю и выход в 15 — 16 вв. // ВИ, 1973. — № 12. — C. 50—66.
- Форма земельної ренти і розмір визиску селян України і Білорусії в 15 — 16 ст. в радянській історіографії // УІЖ, 1973. — № 11. — C. 132—145.
- Статус домена великого княжества Литовского и его населения в конец 15 — начало 16 вв. // «Симпозиум по аграрной истории восточной Европы. ТД», (15-я сессия), М., 1974 г. — Т. 1. — C. 51 — 55.
- Рабы в поместье 13 — 16 вв. в в.кн. Литовском // Ежегодник по аграрной истории Восточной Европы. 1970 г. — Рига, Зинатне, 1977. — C. 31—45.

книги
- Крестьяне Белоруссии и Литвы в XVI−XVIII вв. — Львов : Изд-во Львовского университета, 1957. — 179 с.
- Згубна роль церковної унії в історії українського народу. — К.: 1958. — 40 с.
- Уніатська церква — ворог українського народу. — Львів: Книжково-журнальне вид-во 1960. — 84 с.
- Современный католицизм. — Москва : Знание, 1960. — 40 с.
- Польща в добу феодалізму: Лекції з курсу історії південних і західних слов’ян. — Львів, 1965. — 80 с.
- Крестьяне Белоруссии и Литвы во второй половине XVIII века. — Вильнюс : АН Литов. ССР. Ин-т истории, 1966. — 216 с.